# ベントズ・オールド・フォート国立史跡
ベントズ・オールド・フォート国立史跡 (Bent's Old Fort National Historic Site) は、アメリカ合衆国コロラド州のオテロ郡北緯38度2分34秒 西経103度25分45秒 / 北緯38.04278度 西経103.42917度に位置する国定史跡である。ラ・ハンタの町の近くにあり、面積は799エーカー(3.23 km²) で、1960年6月3日に史跡として創立された。訪問者は2005年で27,760人。国立公園局の管轄。

## 概要
チャールズとウィリアムのベント兄弟は、セラン・セント・ブラインとともに、当時メキシコ領だったニューメキシコの首都サンタフェで、入植白人を相手に日用雑貨の交易所を営んでいた。ベント兄弟はインディアンに通じており、コマンチ族の襲撃からシャイアン族を救ったことがあって、特にシャイアン族とは仲が良かった。
1833年、ベント兄弟は、周辺の平原インディアンがバッファローの毛皮で作った衣類で白人と交易したがっていることを聞きつけ、この場所に日干し煉瓦で造った「ベント砦」を建設した。この日干し煉瓦の砦は、ベント=セント・ブライン社の本社として急速に拡大しつつあった「サンタフェ道」での交易拠点になった。北はセント・ブライン砦、南はアドビ砦までを含み、タオスとサンタフェにあるメキシコの支店を擁していた。砦ははシャイアン族やアラパホー族、ユテ族、アパッチ族、コマンチ族インディアンや、罠猟師との毛皮の交易で栄えた。
その16年の歴史のほとんどの間、砦は、ミズーリ州とメキシコの入植地の間のサンタフェ・トレイル で、唯一の入植者の交易拠点だった。砦はこの広大な沙漠の中で、探険家や冒険家たち、米軍に、必需品、馬車や物品の修理、家畜、おいしい食事、水と仲間、休憩と安全を供した。
1846年に米墨戦争が起こると、砦はスティーブン・W・カーニー大佐の「西部軍(Army of the West)」によって接収され、米軍の司令本部となった。以後、1849年にカリフォルニアでゴールド・ラッシュが起こると、同地は金鉱狙いの白人の通過点となり、バッファローが面白半分に虐殺され、交易資源は瞬く間に枯渇した。怒り狂ったインディアンたちは白人と戦いを始め、チャールズ・ベントは「タオスの反乱」でタオス・プエブロインディアンに殺された。またシャイアン族の妻を持つウィリアムは、米軍とインディアンの板挟みとなり、砦の売却を米軍に持ちかけたが、米軍ははした金を提示し、これに抗議したベントを逆に「不法占拠者」扱いして侮辱した。
1849年夏、ウィリアム・ベントは砦を放棄して火を放ち、爆破した。
この砦のあるエリアは、1960年6月3日国定史跡に、後に同年の12月19日には国定歴史建造物に指定された。考古学の発掘とオリジナルのスケッチ、絵と日記が、1976年の砦の再建築に使われた。

## 参照
1. ↑  
“National Register Information System”. National Register of Historic Places.   National Park Service. 2008年7月29日時点のオリジナルよりアーカイブ。2007年1月23日閲覧。
2. ↑  
“Bent's Old Fort”. National Historic Landmark summary listing.   National Park Service. 2009年2月6日時点のオリジナルよりアーカイブ。2007年9月28日閲覧。